# Burzyk nowozelandzki
Burzyk nowozelandzki (Puffinus gavia) – gatunek średniej wielkości ptaka z rodziny burzykowatych (Procellariidae).

## Systematyka
Gatunek ten po raz pierwszy zgodnie z zasadami nazewnictwa binominalnego opisał duchowny i naturalista Johann Reinhold Forster; zbadał on tego ptaka w 1773 roku w trakcie drugiej podróży Jamesa Cooka, w której uczestniczył. Jednak publikacja Forstera z opisami zwierząt napotkanych podczas tej morskiej wyprawy ukazała się dopiero w 1844 roku, 46 lat po śmierci autora. Autor nadał gatunkowi nazwę Procellaria gavia, a jako miejsce typowe wskazał Zatokę Królowej Charlotty w Nowej Zelandii.
Obecnie gatunek zaliczany jest do rodzaju Puffinus. Nie wyróżnia się podgatunków.

## Występowanie
Gatunek ten występuje głównie na terenie Nowej Zelandii, jednak zaobserwowano go również w okolicy Australii, Wysp Salomona, Nowej Kaledonii oraz Antarktydy.

## Charakterystyka

### Morfologia
Osiąga około 31–36 cm długości oraz masę 420 g. Skrzydło mierzy około 20 cm, a rozpiętość skrzydeł to 76 cm. Wydaje dźwięki w zakresie około 5000 Hz i głośności 20 dB. Zwykle ma brązowe upierzenie na grzbiecie oraz białe na brzuchu.

### Dieta
Poluje na małe ryby oraz skorupiaki. Na ryby poluje nurkując z wysokości, natomiast na skorupiaku poluje płynąc przy powierzchni z głową zanurzoną pod wodę.

### Rozmnażanie
Jest zdolny do reprodukcji w wieku 4–10 lat. Jest monogamiczny. Ich sezon lęgowy trwa od sierpnia do stycznia. Tworzą nory na lądzie, które są wyłożone liśćmi, trawą oraz gałązkami. Najczęściej składają jaja we wrześniu lub październiku. Jajo ma 57 mm długości i 40 mm szerokości. Młode pisklę wylęga się w styczniu lub w lutym.

## Status zagrożenia
W Czerwonej księdze gatunków zagrożonych IUCN burzyk nowozelandzki jest uznawany za gatunek najmniejszej troski (LC, ang. Least Concern). W 2004 roku szacowano, że liczebność światowej populacji przekracza 100 tysięcy osobników. Trend liczebności populacji oceniany jest jako spadkowy ze względu na drapieżnictwo gatunków introdukowanych.